# Mahawu
De Mahawu is een stratovulkaan op het Indonesische eiland Sulawesi in de provincie Noord-Sulawesi. De top heeft een hoogte van 1324 meter.